# Zeitfracht (Unternehmensgruppe)
Zeitfracht ist eine Unternehmensgruppe unter der Führung der Kolibri Beteiligung GmbH (vormals Zeitfracht GmbH & Co. KGaA) mit Sitz in Kleinmachnow bei Berlin. Alleingesellschafterin ist Jasmin Schröter.
Die Unternehmensgruppe ist in den Bereichen Spedition, Transport und Logistik (insbesondere Straßen- und Luftfracht), Buchgroßhandel und Immobilien sowie im Luftverkehr engagiert.

## Geschichte

### Gründung und frühe Geschichte
Die Geschichte der heutigen Unternehmensgruppe begann im Jahr 1927. In diesem Jahr gründete der Fleischermeister Walter Schröter in Stendal einen Fuhrbetrieb – basierend auf der Idee, einen Futtermittelhandel für die Altmark anzubieten. Das Fuhrunternehmen entwickelte sich schnell. 1939, zu Beginn des Zweiten Weltkriegs, beschlagnahmte der Staat Lastwagen und Omnibusse, und Walter Schröter musste in der Wehrmacht Kriegsdienst leisten.
Der Fuhrbetrieb wurde gleich nach Kriegsende wieder aufgenommen. Der Schröters Fuhrpark bestand in der Nachkriegszeit aus 17 reparierten Kraftwagen und Omnibussen. 1949 bediente sie regelmäßig die Strecke zwischen Stendal und Berlin. Nachdem 1951 eine Kontrolle zu viel Diesel im Bestand der Spedition festgestellt hatte, wurde der Betrieb von den kommunistischen Machthabern der DDR enteignet und Walter Schröter zu einer Gefängnisstrafe verurteilt. Horst Walter Schröter, Sohn des Gründers, entschied sich, Stendal den Rücken zu kehren. Am 12. Dezember 1951 floh er mit einem Freund und zwei LKW über den Grenzkontrollpunkt an der Glienicker Brücke nach West-Berlin. In den folgenden Jahren wuchs der Fuhrbetrieb unter Führung Horst Walter Schröters erneut. Er setzte nun vermehrt auf den Fernverkehr.
Horst Walter Schröter starb am 6. April 2013 im Alter von 85 Jahren. Knapp zwei Jahre vorher hatte er den Großteil seines Vermögens seiner Großnichte Jasmin Schröter vermacht.

### Wachstum und Weiterentwicklung (Zeitfracht)
Das Familienunternehmen, das inzwischen zum Logistikdienstleister gewachsen war, erhielt 1962 von Horst Walter Schröter den Namen „Zeitfracht“. Güter oder Personen transportierte das Unternehmen bundesweit nach Fahrplänen mit festen Zeiten und festen Konditionen. Im Laufe der 1960er-Jahre wuchs das Unternehmen auch durch Übernahme diverser Speditionen wie Heinrich von der Au & Söhne, Fernfracht Berlin, LHS Ladegemeinschaft Hannoversche Spediteure oder Lucke Ferntransporte Hameln.
1979 trieb Horst Walter Schröter die Entwicklung der Wechselbrücke voran. Bis heute sind diese ein Herzstück des Logistiksystems und entsprechend genormt und barcodefähig.
Im Jahre 1976 bildete Schröter eine Kooperationsgemeinschaft mit insgesamt 18 Speditionen, um Pakete deutschlandweit binnen 24 Stunden zustellen zu können. Das Unternehmen nahm am 1. April 1976 unter dem Namen DPD Deutscher Paket Dienst seine Arbeit auf. 1999 übernahm die französische Postgesellschaft La Poste 83,32 % der Anteile von DPD. Als letzter Gesellschafter verkaufte Zeitfracht 2016 seinen Anteil (6,21 %) an La Poste. Eingeschlossen waren zwei Depots in Berlin und ein Depot im hessischen Raunheim.
In den Jahren nach der Wiedervereinigung 1989/90 verlegte die Zeitfracht-Gruppe den Sitz der Speditionssparte an den ursprünglichen Stammsitz nach Stendal. Nach einem von der Zeitfracht-Tochtergesellschaft Altmark Trans GmbH erstrittenen Urteil zur Finanzierung des öffentlichen Nahverkehrs beim Europäischen Gerichtshof (EuGH) von 2003 betrieb die Gruppe bis 2010 mit der Gesellschaft „Altmarkbus“ den öffentlichen Personennahverkehr in der Region (siehe Stendalbus). Das mehr als 35 Jahre zuvor enteignete Fuhrunternehmen seines Vaters, mittlerweile als VEB Kraftverkehr Stendal, Haldensleben bekannt, kaufte Horst Walter Schröter 1991 zurück. Der Standort in Stendal wurde 2019 geschlossen und das Gelände an die benachbarten Milchwerke Mittelelbe, einem Unternehmen der Krüger-Gruppe verkauft.

### Jüngere Geschichte (Übernahmen)
2015 beteiligte sich Zeitfracht mit 49 % an der Haus- und Versorgungstechnik Potsdam GmbH (HVT). Im Herbst 2017 wurde die ehemalige Air-Berlin-Tochter Leisure Cargo, ein Makler für freie Kapazitäten im Bereich der Luftfracht, erworben. Im August 2018 wurde diese Beteiligung wieder verkauft.
Zum 1. Oktober 2017 übernahm Zeitfracht die 1974 gegründete WDL Aviation GmbH & Co. KG mit Sitz am Flughafen Köln/Bonn. Zur Flugzeugflotte der WDL-Aviation gehörten vier Regionaljets vom Typ British Aerospace BAe 146, die europaweit für Unternehmen unterwegs waren. Die Flugzeuge hatten die Kapazität, jeweils rund zehn Tonnen Fracht, insbesondere im Stückgut und Paketbereich, zu transportieren. Ab Ende 2020 wurden hier alle Luftfahrtaktivitäten der Zeitfracht-Gruppe zusammengefasst und die Firmierung in German Airways GmbH & Co. KG geändert. Aktuell betreibt German Airways eine Flotte, die ausschließlich aus 100-sitzigen Embaer E190 besteht.
Im Jahr 2018 ging die Spedition Spesa aus Münster in die Insolvenz. Diese wurde von Zeitfracht übernommen und als Spesa Zeitfracht Logistik GmbH weitergeführt. Der Tätigkeitsbereich wurde um den Road Feeder Service erweitert. Der Namenszusatz Spesa (für Spedition Sander) entfiel ab 2019.
Die SHW Werkzeugmaschinen GmbH aus Aalen-Wasseralfingen hatte am 18. Mai 2018 einen Insolvenzantrag gestellt. Zum Jahresende 2018 übernahm die Zeitfracht-Gruppe die SHW. Bereits im Oktober 2019 wurde mitgeteilt, dass die SHW Werkzeugmaschinen GmbH und das Tochterunternehmen SHW Bearbeitungstechnik GmbH an die SFO-N GmbH aus München verkauft worden sind.
Im Juli 2019 übernahm Zeitfracht einen Anteil von 80 % an der Opus Marine GmbH. Verkäuferin war die SFO-N GmbH aus München. Opus Marine besitzt und betreibt acht sog. „Crew Transfer Vessel“ (CTV). Diese Spezialschiffe werden in der Offshore Wind Industry benötigt, um die Mitarbeiter zu den einzelnen Windkraftanlagen zu befördern. Im September 2022 wurde Opus Marine an die britische Manor Renewable Energy verkauft, die ebenfalls acht CTV betreibt.
Am 14. Februar 2019 haben die Koch, Neff & Oetinger Verlagsauslieferung GmbH (KNO VA) und die Koch, Neff Volckmar GmbH (KNV) einen Insolvenzantrag gestellt. Beide Unternehmen wurden zum 1. August 2019 übernommen. Nachfolgend wurden beide Gesellschaften zur Zeitfracht GmbH zusammengeschlossen. Die zur KNO-VA gehörende Leipziger Kommissions- und Großbuchhandelsgesellschaft mbH (LKG) war von der Insolvenz nicht betroffen, wurde aber zum 1. August 2019 ebenfalls übernommen. Im Dezember 2019 wurde sie an den Finanzvorstand der Zeitfracht-Gruppe Frank Schulze weiterverkauft.
Im Mai 2020 haben die First Wise Media GmbH und die Jöllenbeck GmbH Insolvenzanträge gestellt. Die First Wise beliefert Online- und Einzelhändler mit Elektronikprodukten von etwa 30 Markenherstellern. Einer der Hersteller ist Jöllenbeck, der Computer- und Videospielzubehör der Marke Speedlink herstellt. Genutzt wird die IT-Infrastruktur der Buchhändler KNO/KNV (heute Zeitfracht GmbH) und das Logistikzentrum in Erfurt. Die Unternehmen First Wise und Jöllenbeck wurden inzwischen auf die Zeitfracht GmbH verschmolzen.
Anfang 2021 übernahm die Zeitfracht-Gruppe eine Beteiligung von 51 % an der BuchPartner GmbH in Darmstadt.
Im September 2019 übernahm die Zeitfracht-Gruppe das einen Monat zuvor insolvent gegangene Berliner Raumfahrtunternehmen PTScientists. Die Gesellschaft wurde in Planetary Transportation Systems GmbH (PTS) umbenannt. Nach der Sanierung übernahm im Januar 2020 das Management-Team mittels eines Management-Buy-outs das Unternehmen von der Zeitfracht-Gruppe.
Zum 1. Februar 2021 hat die Zeitfracht Logistik Holding GmbH die Aktienmehrheit an der VEMAG Verlags- und Medien AG übernommen. Am 7. Juli 2022 hat die Zeitfracht Logistik Holding GmbH in einer Pflichtmitteilung gemäß Aktiengesetz im Bundesanzeiger mitgeteilt, dass der Anteil an der VEMAG auf unter 25 % gefallen ist.
Am 1. Juli 2021 wurde die Sauter Feinmechanik GmbH übernommen.
Mit Wirkung zum 1. September 2021 erwarb die Zeitfracht Logistik Holding GmbH alle Anteile der Adler Modemärkte AG mit mehr als 2600 Mitarbeitern und über 130 Filialen in Deutschland, Österreich, Luxemburg und der Schweiz. Im Juli 2024 verkauft Zeitfracht die Adler Modemärkte GmbH an die R. Eagle Holding GmbH der Unternehmensgruppe Röther.
Im November 2021 einigte sich die Zeitfracht-Gruppe nach einem Interessensbekundungsverfahren mit den Gesellschaftern des Flughafens Rostock-Laage und erwarb den zivilen Teil des Flughafens mit Wirkung zum 1. Januar 2022. Die Flotte der unternehmenseigenen German Airways soll ab 2022 am neuen Standort gewartet werden. Am Flughafen soll ein neues Logistikzentrum entstehen, um als Verbindung zwischen Luftfracht und Straßentransport zu dienen.
April 2022 wurde der insolvente Lichtspezialist lichtbasis übernommen. Ende 2022 wurde der Geschäftsbereich Licht wieder aufgegeben und der Standort Estenfeld geschlossen.
Am 9. April 2022 übernahm die Zeitfracht-Gruppe den Outdoor-Händler McTREK. Im Februar 2023 wurde bekannt, dass McTREK im Rahmen eines Management-Buy-outs von der CM.Solutions GmbH um Geschäftsführer Christian Müller übernommen wird.
Ende April 2022 gingen die Hofmann Druck Nürnberg GmbH & Co. KG, die Hofmann Medien Nürnberg GmbH und die hofmann infocom GmbH in die Insolvenz. 140 Mitarbeiter erzielten einen Umsatz von zuletzt 21,5 Mio. Euro. Am 16. Juni 2022 wurde mitgeteilt, dass die Zeitfracht GmbH Hofmann im Rahmen eines Asset Deals übernimmt.
Am 16. August 2022 wurde der Confiseriehersteller Leysieffer übernommen und im Juli 2024 wieder verkauft.

## Produkte und Dienstleistungen
Durch seine Tochtergesellschaften ist die Zeitfracht-Unternehmensgruppe in den Bereichen Spedition, Transport und Logistik (insbesondere Straßen- und Luftfracht), Buchgroßhandel, Immobilien sowie im Luftverkehr engagiert. Mit dem Markenzusatz "Kolibri360" bietet das Unternehmen seit 2025 vermehrt auch Dropshipment-, Fulfillment- und Retourendienstleistungen für Drittunternehmen, zum Beispiel im Bereich Fashion oder E-Commerce an. Dafür wird im Logistikzentrum Erfurt kontinuierlich in neue technische Ausstattung investiert.

## Soziales Engagement
Im April 2021 gründete das Ehepaar Jasmin Schröter und Wolfram Simon-Schröter die Stiftung des Deutschen Kinderbuchpreises. Die Stiftung verleiht jährlich einen Preis für das beste Kinderbuch (Altersgruppe vier bis acht Jahre), der mit 100.000 Euro dotiert ist.